# KAJ
KAJ es un grupo finlandés de música y comedia procedente de Vörå, Ostrobotnia. El grupo forma parte del ámbito cultural sueco-finlandés y actúa principalmente en sueco con letras en el dialecto de Vörå. El grupo está formado por Kevin Holmström, Axel Åhman y Jakob Norrgård, cuya letra inicial de cada uno forma el nombre de la banda
La música de KAJ abarca múltiples géneros, como pop (K/J-Pop), latino, rock, rap, ópera, disco y schlager, a menudo incorporando humor y sátira. También tienen un alter ego satírico de rockabilly llamado Vörjeans, que parodia las subculturas raggare. Han publicado letras para más de 100 canciones.
Representaron a Suecia en el Festival de Eurovisión 2025 con la canción "Bara bada bastu", quedando en cuarto lugar con 321 puntos.

## Historia del grupo
Axel Åhman y Jakob Norrgård se conocieron por el fútbol en Vörå, donde se hicieron grandes amigos. Más tarde, Axel conoció a Kevin Holmström en una pista de motocross en Röukas, Vörå, cuando ayudaron a empujar su moto Suzuki de Axel fuera del bosque. Kevin y Jakob se conocieron en una discoteca escolar en Maxmo, ya que ambos eran amigos de Axel.
Los tres asistieron luego a la misma escuela, donde fortalecieron su amistad y finalmente formaron KAJ en 2009.

## Musicales y Premios
KAJ ha producido dos musicales en el Teatro Wasa: Gambämark (2018) y Botnia Paradise (2021).
En 2013, recibieron el primer premio Leif Sjöström otorgado por la fundación Harry Schaumans. Ese mismo año, su canción "Heimani i skick" ganó el premio a la Mejor Producción Amateur en Cine/TV/Video en la gala de entretenimiento sueco-finlandesa. En 2014, fueron galardonados con la medalla Svenska Natten por la promoción de dialectos sueco-finlandeses. En 2015, recibieron el título de Ostrobotnios Honorarios del Año. En 2021, fueron reconocidos como Rostros Rurales del Año en Ostrobotnia, otorgado por Aktion Österbotten y Österbottens förbund . Tras ganar el Melodifestivalen, fueron nombrados Promotores de la Sauna del Año 2025 (Sueco: Årets bastufrämjare) por la Academia Sueca de la Sauna.

## Éxito en las listas
El 16 de marzo de 2025, "Bara bada bastu" alcanzó el número uno en la lista sueca Svensktoppen con 192 puntos. El 22 de marzo también encabezó Digilistan, y llegó al número uno en la lista Global Viral 50 de Spotify en marzo de 2025.

## Melodifestivalen y Eurovisión 2025
En 2025, participaron en el Melodifestivalen sueco con "Bara bada bastu", clasificando directamente a la final, donde ganaron con 164 puntos. Representaron a Suecia en el Festival de Eurovisión en Basilea, Suiza. Fue la primera vez desde 1998 que Suecia envió una canción en sueco. La última participación en sueco en Eurovisión fue en 2012, cuando la finlandesa-sueca Pernilla Karlsson representó a Finlandia con "När jag blundar".
Se especuló que KAJ tendría que cambiar la palabra perkele de su letra por las reglas del festival. Sin embargo, durante la semifinal del 13 de mayo, la canción se interpretó sin cambios. Clasificaron a la final el 17 de mayo y terminaron cuartos entre 26 participantes con 321 puntos.

## Miembros
- Kevin Holmstrom (12 de diciembre de 1993) – voz, guitarra y otros instrumentos. De Komossa (antiguo Oravais). Estudió producción de sonido y diseño en Arcada. Vive en Helsinki con su esposa. Primo del esquiador Matias Strandvall y del exfutbolista Sebastian Strandvall. Su apodo es Big Kev.
- Axel Åhman (6 de febrero de 1993) – voz, bajo, violín, saxofón y otros instrumentos. De Palvis (antiguo Vörå). También escritor, con cuatro obras publicadas. Fue periodista de Vasabladet. Vive en Vaasa con su esposa. Apodado Mr. International.
- Jakob Norrgård (22 de marzo de 1993) – voz y melódica. De Maxmo. Estudió fotografía y edición. Fue presentador de radio en Yle X3M. Vive en Helsinki con su prometida. Apodado Schakob.

## Importancia del dialecto y el idioma para el grupo
KAJ considera el humor como el elemento central de su trabajo, más que el dialecto. Aunque no fue su intención inicial, a menudo se les ha visto como embajadores informales de los dialectos sueco-finlandeses. Aceptan ese papel, señalando que los dialectos siguen siendo fuertes, aunque las diferencias regionales se han suavizado.
Adaptan su habla al actuar en Suecia, pues su dialecto puede ser difícil de entender. Para ellos, el dialecto es su forma más natural de expresión, tanto en el escenario como en privado.
En Ostrobotnia, el uso del dialecto fue inicialmente un sello distintivo, pero con el tiempo el foco se desplazó hacia su humor. Lo mismo ocurrió en la región de Nyland (Finés: Uusimaa), donde el dialecto llamó la atención inicialmente pero luego pasó a segundo plano.
Conocidos por su creatividad lingüística, tras su éxito con "Jåo nåo e ja jåo yolo ja nåo", fueron invitados a imitar dialectos de Nyland en la radio Yle X3M, con resultados divertidos y exitosos.

## Relación con el idioma finlandés
La relación del grupo con el finés es una mezcla de nerviosismo y buena voluntad. Su victoria en el Melodifestivalen les trajo más atención en la Finlandia de habla finesa. Comenzaron a dar entrevistas en finés, a pesar de sentirse inseguros.
Con humor, llaman a su estilo de finés rallisuomi ("finés de rally"), en alusión al inglés con acento usado por pilotos de rally. En marzo de 2025, rallisuomi fue elegido como Palabra del mes por el Instituto de Lenguas de Finlandia (Kotus), como ejemplo positivo del uso práctico de un segundo idioma.

## Videoclips y presentaciones
KAJ ha producido una amplia gama de videoclips musicales y actuaciones grabadas. Algunos videos han superado el millón de vistas en YouTube.

#### Heimani i skick
Lanzado en mayo de 2013. Crearon el género “pipp pop” (pop humorístico sobre intimidad). La canción celebra la idea de un hombre de Ostrobotnia que mantiene en orden su propiedad, ganando atractivo.

#### Jåo nåo e ja jåo YOLO ja nåo
Lanzado en julio de 2014, fue su primer gran éxito en toda la Finlandia suecohablante. Narra la crisis de mediana edad de un hombre de Pensala.

#### Pa to ta na kako?
Julio de 2015. Canción sobre una abuela que insiste en dar comida a sus nietos. Parodia del J-pop y K-pop con tintes de humor absurdo.

#### Kom ti byin
Celebración de la vida rural y los pueblos de origen de los miembros. Resalta los valores de comunidad, naturaleza y cooperación voluntaria.

#### Härkas (No var e nåo na twerkas)
Primer video animado del grupo, con sátira social. Un DJ logra aceptación tras ser menospreciado. Incluye caricaturas de políticos finlandeses y referencias al twerking.

#### Paavos barkbrö
Tributo al centenario de la independencia de Finlandia. Basado en el poema Bonden Paavo de Runeberg. Habla de resistencia en tiempos difíciles.

#### Nissan bromsa
Parodia de Nessun dorma de Puccini. Narra cómicamente cómo un auto Nissan se desliza por hielo negro y termina en una zanja. Recibida positivamente por la crítica, incluso por cantantes de ópera.

#### Text-TV
Lanzada en 2019, rinde homenaje al teletexto. Estilo electrónico, con referencias a Kraftwerk y Pet Shop Boys. Kevin interpreta a un padre que lee la “verdad” en la página 899.

#### Vörjeans
Alter ego rockabilly del grupo: Tommy (Jakob), Freppa (Kevin) y Määnin (Axel). Lanzaron el álbum Born to börn en 2019, con la canción Volvoräägör.

## Discografía

### Álbumes de estudio
- 2012 – Professionella Pjasalappar
- 2014 – Lokalproducerat Pjas
- 2016 – Kom ti byin
- 2018 – Gambämark
- 2021 – Botnia Paradise
- 2024 – Karar i arbeit

### Álbumes en directo
- 2020 – Kaj 10 (Live)

### EP
- 2015 – Kajland
- 2015 – Kajland, Vol 2
- 2015 – Kajland, Vol 3

### Sencillos
- 2013 – Heimani i skick
- 2014 – Jåo nåo e ja jåo Yolo ja nåo
- 2015 – Pa to ta na kako?
- 2016 – Taco hej (Me gusta)
- 2017 – Paavos Barkbrö
- 2019 – Text-TV
- 2019 – Vems pojk e do?
- 2024 – Firmans man
- 2024 – Dansgolv
- 2025 – Bara bada bastu